# Lula, Levice
Lula este o comună slovacă, aflată în districtul Levice din regiunea Nitra. Localitatea se află la altitudinea de 169 m deasupra n.m., se întinde pe o suprafață de 8,39 km2 și în 2017 număra 166 de locuitori.

## Istoric
Localitatea Lula este atestată documentar din 1226.

## Demografie
| An:                | 1994 | 2004    | 2014    | 2024   |
| ------------------ | ---- | ------- | ------- | ------ |
| Număr de persoane: | 223  | 199     | 177     | 162    |
| Diferență:         |      | −10,76% | −11,05% | −8,47% |

| An:                | 2023 | 2024 |
| ------------------ | ---- | ---- |
| Număr de persoane: | 162  | 162  |
| Diferență:         |      | +0%  |